# Achetaria latifolia
Achetaria latifolia là một loài thực vật có hoa trong họ Mã đề. Loài này được V.C.Souza mô tả khoa học đầu tiên năm 2005.